# ヤスミン・ヤマシタ
ヤスミン・ヤマシタ（2003年5月21日 - ）は、ブラジル・サンパウロ出身の日系ブラジル人女性歌手である 。

## 来歴
３歳から自宅で母親と共に歌の練習を始め、４歳から地元のカラオケ大会に出場、５歳で聖州選抜カラオケ大会（パウリストン）で初優勝。現在は同大会で６勝、全伯カラオケ大会（ブラジレイロン）で４勝を誇る。
ブラジル・SBTのテレビ番組「Programa Raul Gil」ハウル・ジルでは「昭和最後の秋のこと」「愛は花、君はその種子」「白い雪」など日本の歌謡曲を披露し、ブラジル人の観客と審査員を魅了、「あなたの歌を聞いていると涙がでる」と審査員に言わしめ「この番組に出場するのが夢だったので、夢が叶ってとっても幸せ！　両親がすごく助けてくれた。全てに感謝したい」と語った。
2014年9月23日、日系歌姫の噂は日本まで届き、情報ＴＶ番組「ミヤネ屋」（日本テレビ）でも「世界を揺さぶる魂の歌声　〃日本の心〃を歌う日系ブラジル人少女」と紹介され、ネット上で「天才歌姫」「奇跡の歌声」などと話題になった。
　新聞社のメール取材に対し、「日本で知られるなんて思っても見なかったので、とっても嬉しい！」と、思いがけない展開に、喜びを隠しきれない様子だった。
2018年8月2日、日本テレビのバラエティ番組衝撃のアノ人に会ってみた!にVTRで出演し「2014年、ブラジルの人気オーディション番組に登場したヤスミンちゃん11歳は日本語が話せないのに都はるみの「愛は花、君はその種子」を披露し時の人となった。あれから4年、ヤスミンちゃんは現在高校1年になっていた。日本人がブラジルへの移民をはじめたのは1908年。当時は安い賃金で過酷な労働をさせられ日本に戻る事もできなかった。そんな日系人の心を癒やしたのが日本の歌だった。ブラジルで日本の唄を歌っていたヤスミンちゃんが評判になり日本で歌う事になった。すると動画を観ていたファンが殺到した。歌詞の下にポルトガル語で意味を書き込み日本の心を知ろうとした。」と紹介された。

## 人物
ニッケイ新聞の取材によれば、以下の通り。
好きなジャンルはニュー演歌やロマンチックなポップ音楽。歌手では香西かおり、都はるみ、島津亜矢、チェウニ（韓国出身の歌手）がお気に入り。「日本語の個人レッスンを受けているし、いつも歌詞を訳してもらうので、意味はちゃんと理解できる。音楽を心で感じようと努めている」と語った。

## ディスコグラフィ

### オリジナル曲
- 手のひらに咲いた花[4]（作詞・作曲 松井亮太）

- おやすみなさい[5]（作詞・作曲 中村泰士）

### カバー曲
- 昭和最後の秋のこと[6]

- 愛は花、君はその種子[7]

- 川の流れのように[8]

- ハナミズキ (曲)[9]

- 熱い河[10]

- Ouvi Dizer[11]

- Yours〜時のいたずら〜[12]

- Can’t Help Falling in love[13]

- 時の流れに身をまかせ[14]

- 夢やぶれて -I DREAMED A DREAM-[15]

- LOVE IS ALL〜愛を聴かせて〜[16]

- さよなら 大好きな人[17]

- 越冬つばめ[18]

- 恋は火の舞 剣の舞[19]

- We're all alone[20]

- 悲しき口笛[21]

- あなたに逢いたくて〜Missing You〜[22]

- 愛燦燦 (美空ひばりの曲)[23]

- 永遠に輝いて[24]

- Last Christmas[25]

- リンゴの唄[26]

- 浪花節だよ人生は[27]

- Wherever you are[28]

- 別れの予感[29]

- Can You Feel the Love Tonight[30]

- A Thousand Years[31]

- 千の風になって (秋川雅史のシングル)[32]

- First Love (宇多田ヒカルの曲)[33]

- Dance Monkey[34]

- The Prayer[35]

- Como é grande o meu Amor por você[36]

- 三日月 (絢香の曲)[37]

- ひだまりの詩[38]

- 北国の春[39]

- 君といつまでも[40]

- 愛をとめないで〜Always Loving You〜[41]

- おかあさん (森昌子の曲)[42]

- 上を向いて歩こう[43]

- Hero (安室奈美恵の曲)[44]

## 出演
| 年     | 月日     | 場所                                          | コンサート名・イベント名・番組名                                                 |
| ------ | -------- | --------------------------------------------- | -------------------------------------------------------------------------------- |
| 2014年 | 02月09日 | Jardim Esperança – Jacareí – SP               | XX CONCURSO DE KARAOKÊ DO ESTADO DE SÃO PAULO 第20回サンパウロ州選抜カラオケ大会 |
| 2014年 | 04月12日 | Centro Esportivo do Bunkyo                    | 29ª Festa de Outono – Akimatsuri 2014 秋祭り2014                                 |
| 2014年 | 09月23日 | 日本テレビ                                    | 情報ライブ ミヤネ屋                                                              |
| 2015年 | 04月11日 | Centro Esportivo do Bunkyo                    | 30ª Festa de Outono – Akimatsuri 2015 秋祭り2015                                 |
| 2015年 | 09月12日 | 憩の園                                        | Festival de fogos de artificio 花火祭り                                          |
| 2016年 | 09月17日 | Kaikan - São Miguel Arcanjo                   | 10° Festival do Japão de São Miguel Arcanjo 第10回 日本祭                        |
| 2017年 | 05月05日 | Expobrasília-Parque da Cidade                 | 6º Festival do Japão Brasília 第6回ブラジリア日本祭り                            |
| 2017年 | 09月08日 | Praça da Bandeira – Centro Tupã-SP            | XIII Nippon Fest 2017 – ACERT 第13回日本祭り2017                                 |
| 2018年 | 05月01日 | 福岡県福岡市中央区あいれふホール10階          | 親不孝通り名称復活記念チャリティーイベント『昭和音楽祭』                         |
| 2018年 | 07月14日 | ACER e a Prefeitura de Registro               | 23ª Festa do Sushi 第23回レジストロ寿司祭り                                      |
| 2018年 | 07月20日 | São Paulo Expo Exhibition & Convention Center | 21º Festival do Japão 第21回フェスティバル ド ジャポン                           |
| 2018年 | 08月02日 | 日本テレビ                                    | 衝撃のアノ人に会ってみた!                                                        |
| 2018年 | 09月07日 | TupãCity                                      | XIV Nippon Fest 第14回日本フェスト                                               |
| 2019年 | 0        |                                               |                                                                                  |
| 2020年 | 02月09日 | Grande Auditório do Bunkyo – Rua São Joaquim  | Show da Imigração Japonesa em prol do Ikoi no Sono                               |